# آبشار توشاراگیری
آبشار توشاراگیری (به انگلیسی: Thusharagiri Falls) آبشاری است که در کرالا، هند واقع شده و ارتفاع کلی ریزشگاه آن ۷۵ متر (۲۴۶ فوت) است.